# Nieder-Olm
Nieder-Olm település Németországban, Rajna-vidék-Pfalz tartományban. Lakosainak száma 10 393 fő (2023. december 31.).

## Népesség
A település népességének változása:
| Lakosok száma | 5853 | 9954 | 10 150 | 10 348 | 10 362 | 10 393 |
|               | 1975 | 2017 | 2019   | 2021   | 2022   | 2023   |